# Disporopsis
Disporopsis is een geslacht uit de aspergefamilie. De soorten komen voor in China, Indochina en de Filipijnen.

## Soorten
- Disporopsis aspersa
- Disporopsis fuscopicta
- Disporopsis jinfushanensis
- Disporopsis longifolia
- Disporopsis luzoniensis
- Disporopsis pernyi
- Disporopsis undulata